# نسر أسود
النسر الأسود أو بغات أسود (الاسم العلمي: Coragyps atratus) يُسمَّى أيضاً النسر الأسود الأمريكي، هو نسر من فصيلة نسور العالم الجديد، ينتشر في المناطق الواقعة من جنوب شرقي الولايات المتحدة الأمريكية وحتى أواسط تشيلي والأوروغواي في أمريكا الجنوبية. ويختلف هذا الطائر عن النسر الرمادي، أو النسر الأسود الأوراسي، مع أنهما متشابهان في الاسم والشكل، فالنسر الرمادي من نسور العالم القديم من فصيلة البازية، أما النسر الأسود فهو من فصيلة نسور العالم الجديد.

## التصنيف
الاسم الشائع له vulture مشتق من الكلمة اللاتينية vulturus وهو يعني التمزيق وذلك يشير إلى عادات تغذيته. واسم النوع atratus يعني (مكسو في الأسود)، من اللاتينية ater الذي يعني أسود.

## الوصف

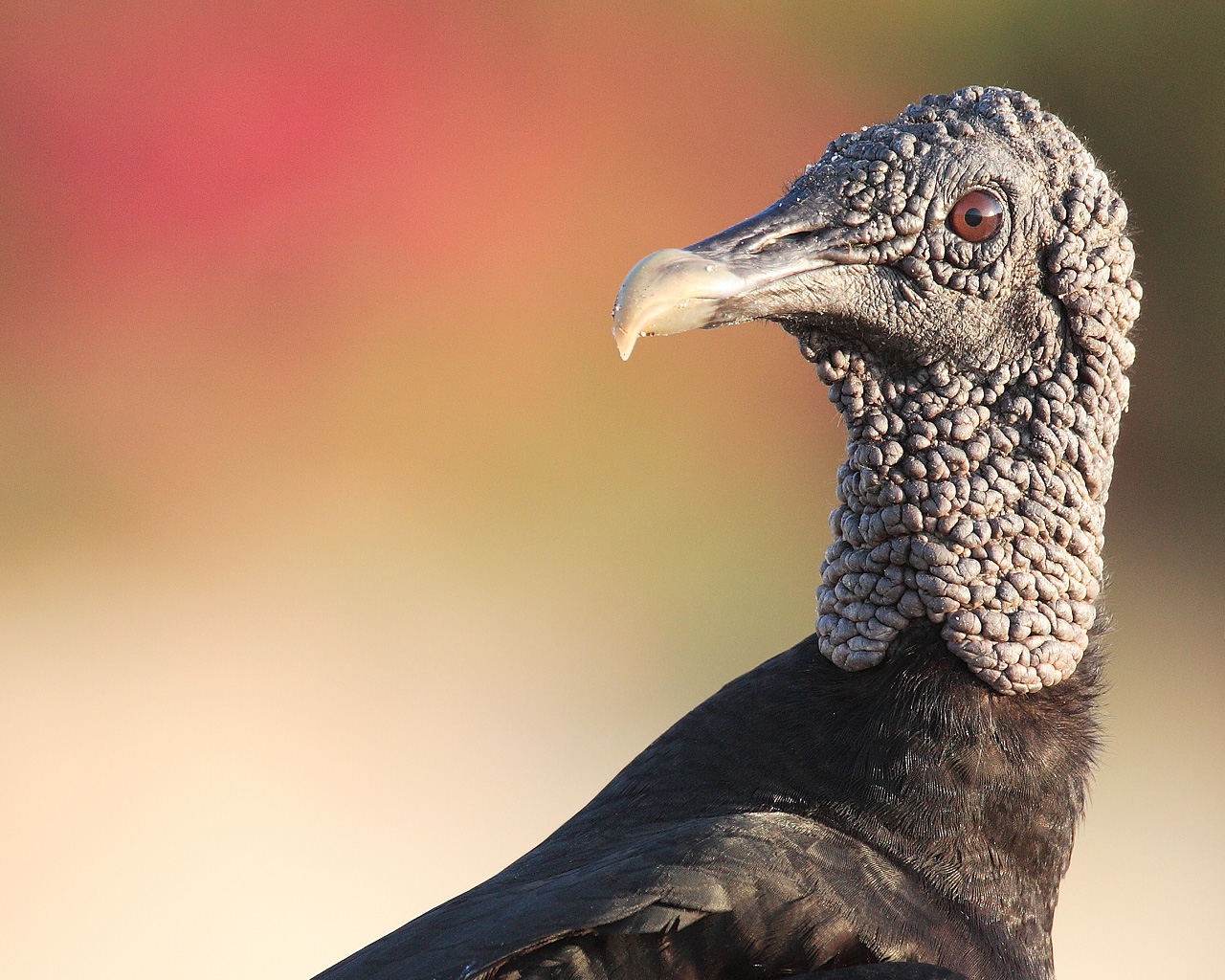

النسر الأسود طائر جارح كبير الحجم، يتراوح طوله ما بين 56 و 74 سنتمتراً، وباع جناحيه ما بين 1.33-1.67 متر، وزن النسور السوداء في أمريكا الشمالية وجبال الأنديز يتراوح ما بين 1.6-2.75 كيلوغرام، أما النسور الموجودة في المناطق الاستوائية جنوباً فتكون أصغر ووزنها يتراوح ما بين 1.18-1.94 كيلوغرام. عظم جناحه الممتد يتراوح طوله بين 38.6–45 سم. ذيله القصير قليلاً، يتراوح طوله 16-21 سم. ريش النسر الأسود بشكل عام لونه أسود لامع، أما رأسه ورقبته فهما غير مغطيين بالريش، والجلد رمادي اللون غامق ومجعد. حزقية عين النسر الأسود بنية اللون، لها صف غير مكتمل من الرموش على الجفن العلوي وصفين تحت الجفن السفلي. ساقيه أبيضان ومائلان للرصاصي. أصابع قدميه الأماميين طوال، مع شبكات صغيرة في قاعيهما. قدماه مسطحان، وليست قوية، وليست مهيئة للإمساك، ومخالبه أيضاً ليست مهيئة للإمساك.
منخراه غير مفصولين بحاجز، ولكن بدلاً من ذلك فهما مثقوبان، أي من جانب واحد يمكنه الرؤية من خلال منقاره. جناحاه عريضان ولكن قصيران نسبياً. قواعد الريش الأساسي بيضاء، منتجة بقعة بيضاء على الجوانب التحتية لحواف الجناحين، ويمكن مشاهدة ذلك عند طيرانه.

## العلاقة مع البشر
اعتبر رعاة الماشية أن النسر الأسود يشكل تهديداً لأنه يفترس على المواليد الجديدة للماشية. يمكن للروث الذي ينتجه النسر الأسود والنسور الأخرى أن يؤذي أو يقتل الأشجار والنباتات. ويُعتبر النسر الأسود تهديد أيضاً لسلامة حركة المرور، لأنه يحتشد أعداد كثيرة منه قرب سلات النفايات.

## الغذاء

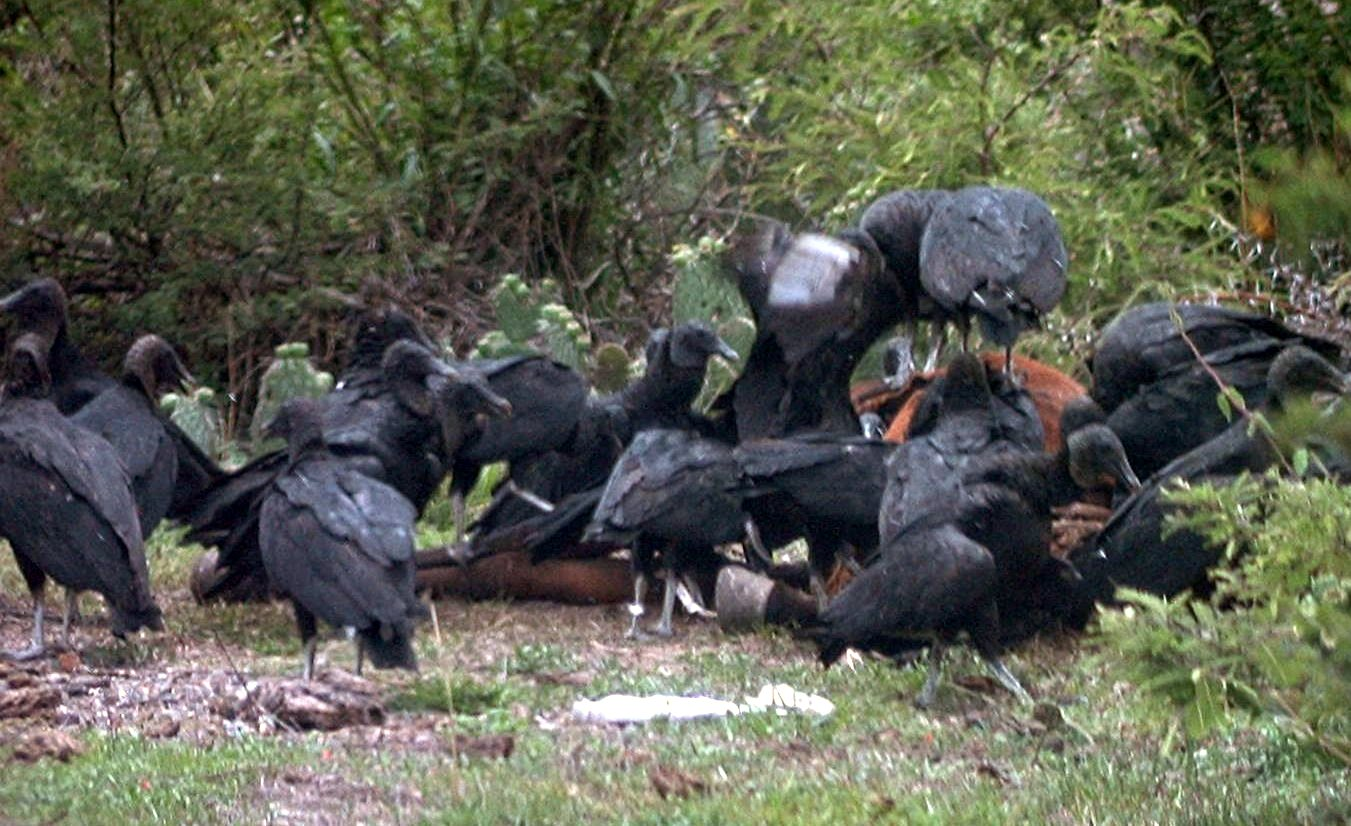
نسور سوداء متجمعة على جيفة حصان

في الطبيعة يتغذى النسر الأسود بشكل أساسي على جيف الحيوانات، وفي المناطق المأهولة بالبشر يتغذى على النفايات، ويقوم بأخذ البيض والنباتات، وقد يقتل أو يؤذي الثدييات الصغيرة أو الضعيفة. يلعب النسر الأسود دوراً مهماً في النظام البيئي، وذلك عن طريق التخلص من الجيف التي قد تشكل موطناً للأمراض، وتعثر هذه النسور على الجيف إما باستخدام حاسة بصرها، أو باتباع نسور أخرى من نسور العالم الجديد نحو الجيف.
يتغذى النسر الأسود أحياناً أيضاً على الماشية والأيائل، وهو النوع الوحيد من نسور العالم الجديد الذي يتغذى على الأبقار. يقوم هذا النسر أحياناً بمضايقة الأبقار أثناء قيامها بعملية الولادة، ولكنه يتغذى على العجول حديثة الولادة.

## صور

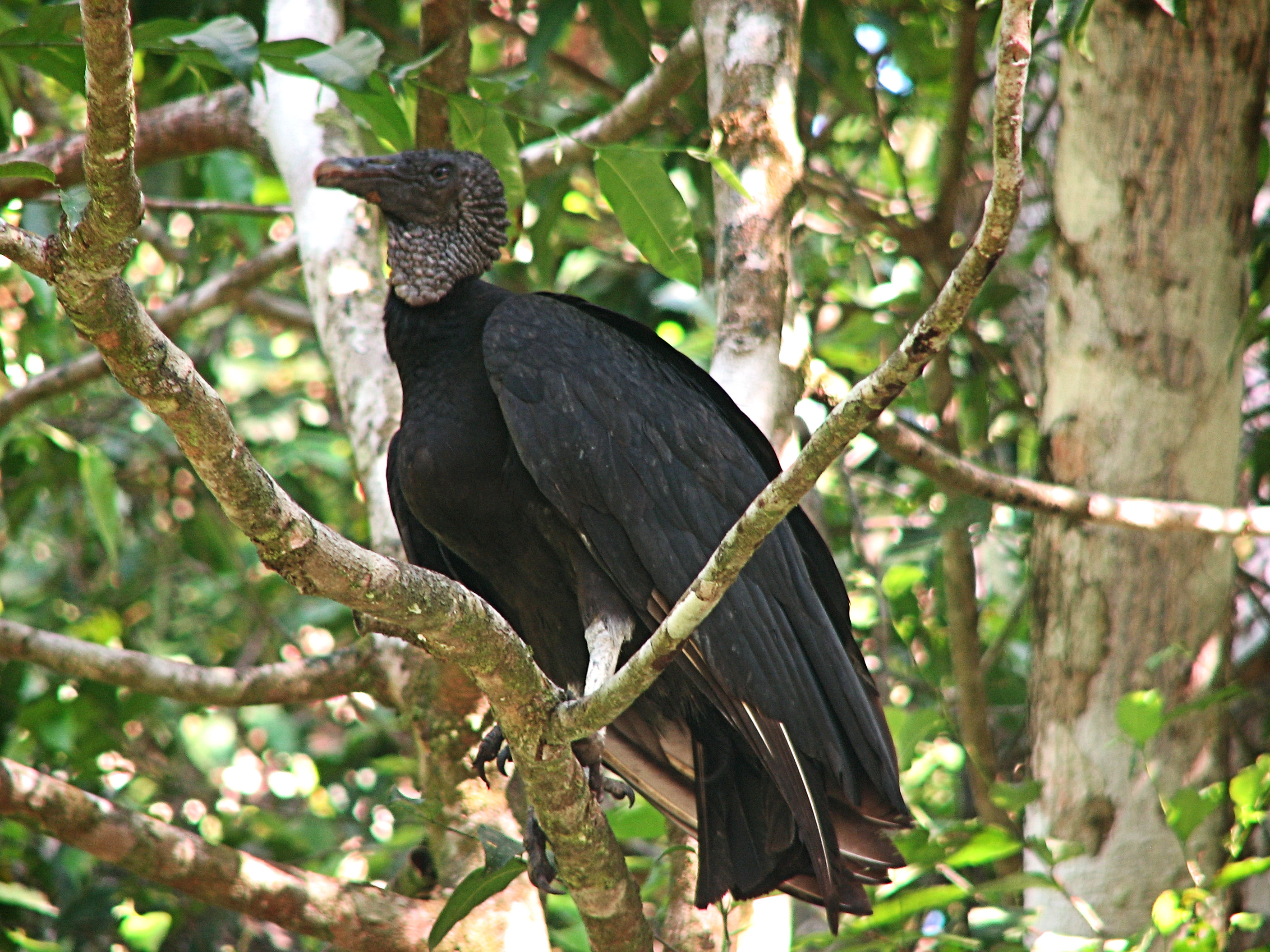
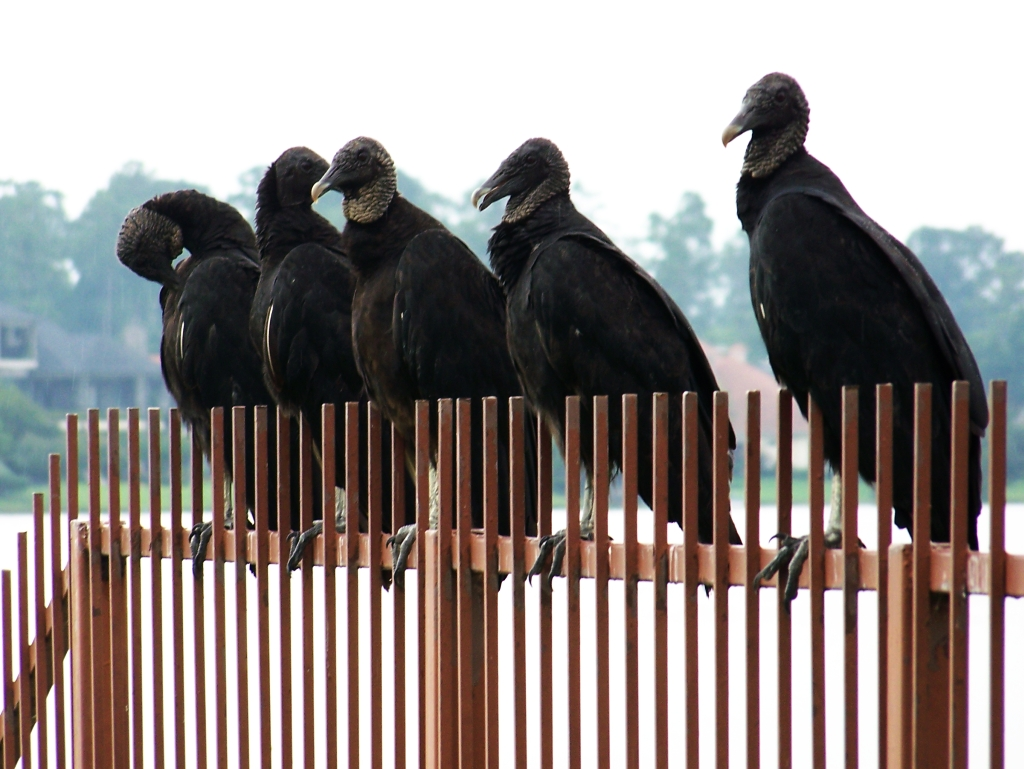
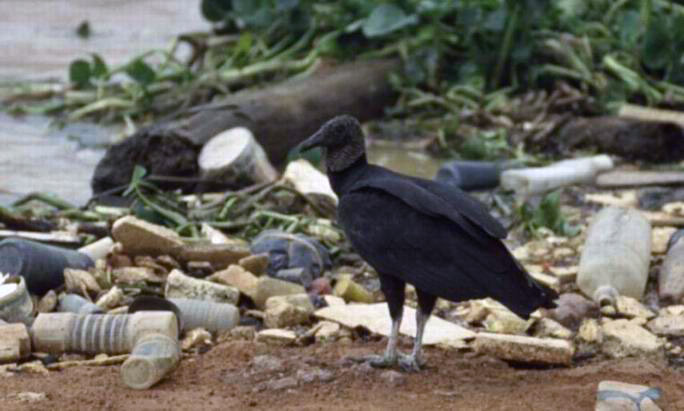
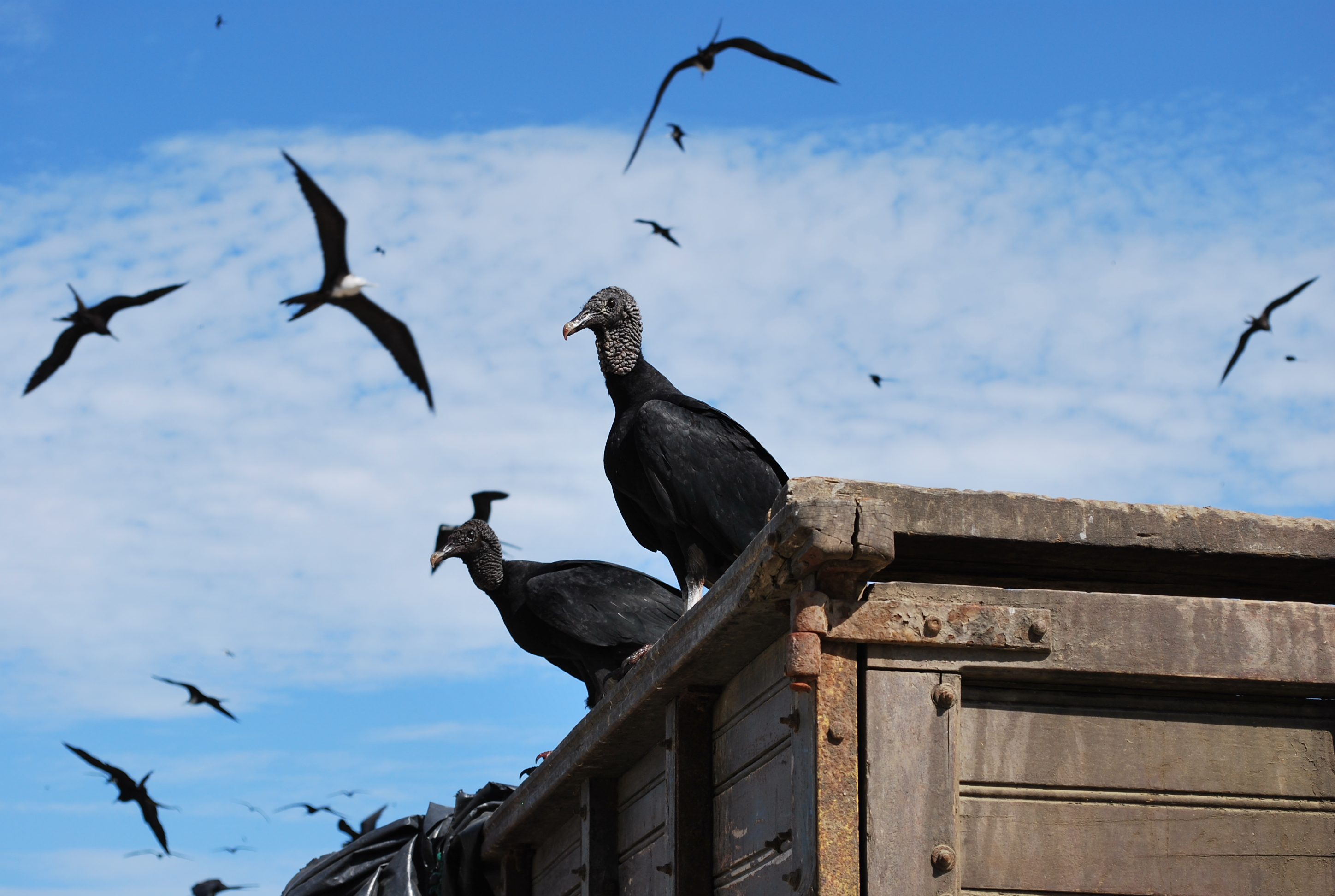
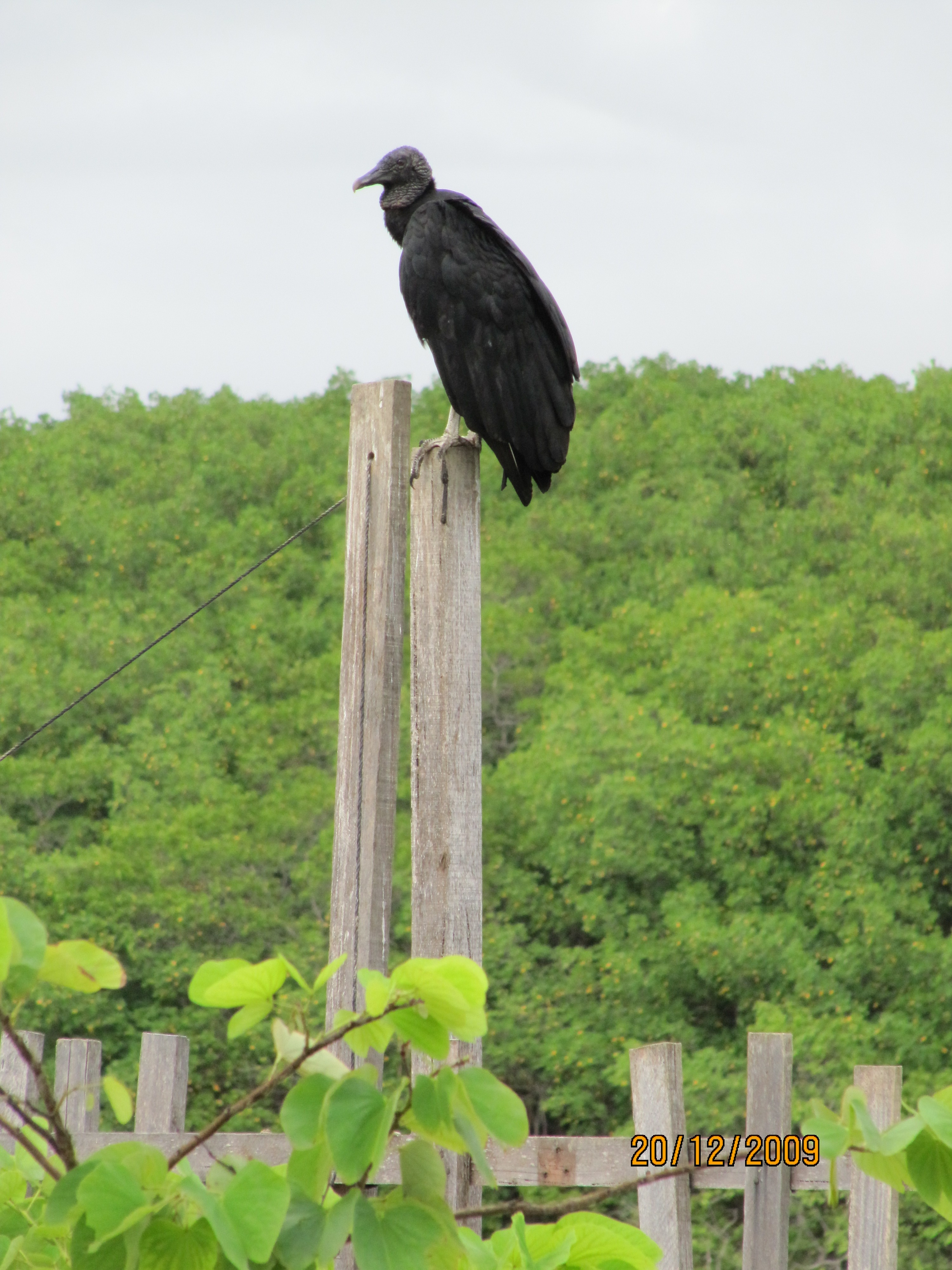

## المرجع
- نسر أسود

1. ↑  The IUCN Red List of Threatened Species 2021.3 (بالإنجليزية), 9 Dec 2021, QID:Q110235407
2. 1 2  IOC World Bird List Version 6.3 (بالإنجليزية), 21 Jul 2016, DOI:10.14344/IOC.ML.6.3, QID:Q27042747
3. ↑  IOC World Bird List. Version 7.2 (بالإنجليزية), 22 Apr 2017, DOI:10.14344/IOC.ML.7.2, QID:Q29937193
4. ↑  World Bird List: IOC World Bird List (بالإنجليزية) (6.4th ed.), International Ornithologists' Union, 2016, DOI:10.14344/IOC.ML.6.4, QID:Q27907675
5. ↑  قاموس مصطلحات الفلاحة (بالعربية والفرنسية). الجزائر العاصمة: المجلس الأعلى للغة العربية بالجزائر. 2018. ص. 258. ISBN:978-9931-681-42-7. OCLC:1100055505. QID:Q121071043.